# S.P.Y Special Project Y.
S.P.Y Special Project Y. は、1989年にコナミが発表したアーケードゲーム。（海外のみ）、日本国内ではエスピオナージの名前でロケーションテストまで行われたが発売はされなかった。
ゲームのジャンルは横スクロール、3Dシューティングなど。面によって多彩な展開をみせる。テーマがスパイだけに敵キャラ、音楽など007からの影響が多い。
BGMの作曲はプロフェット深見。1980年代のコナミサウンドらしくオーケストラヒットを多用している。深見が手がけたサンダークロスに似ている曲がある。